# B-Flat Recordings
B-Flat Recordings, également stylisé B.Flat Recordings ou B Flat Recordings, est un label discographique français de jazz, anciennement basé à Paris, actif entre 2003 et 2012 et depuis 2021. 

## Histoire
Le label est fondé en 2003 par les musiciens Stéphane et Lionel Belmondo, Ronan Palud (Tourneur) et Olivier Lacourt, fondateur de Discograph. Plusieurs productions du label ont reçu le prix d'Album Jazz Instrumental de l'Année aux Victoires du jazz.
Après sa fermeture en 2012, le label revient en 2021 avec la sortie de l'album Brotherhood du Belmondo Quintet.

## Discographie
- 2004 : Belmondo - Hymne au soleil (Victoires du jazz 2004)
- 2004 : Stéphane Belmondo - Wonderland (Victoires du jazz 2005[2])
- 2004 : Vincent Artaud - Artaud
- 2005 : Belmondo et Yusef Lateef - Influence (Victoires du jazz 2006)
- 2007 : Dré Pallemaerts - Pan harmonie
- 2007 : Samy Thiébault - Gaya Scienza
- 2007 : Vincent Artaud - La Tour invisible
- 2008 : Belmondo et Milton Nascimento
- 2009 : Eric Légnini - Trippin
- 2009 : Belmondo quintet - Infinity Live
- 2011 : Lionel Belmondo - Clair obscur
- 2011 : Christophe Dal Sasso - Prétextes
- 2021 : Belmondo Quintet - Brotherhood[3]